# Vinathela
Genre
Synonymes
- Abcathela Ono, 2000
- Nanthela Haupt, 2003

Vinathela est un genre d'araignées mésothèles de la famille des Liphistiidae.

## Distribution
Les espèces de ce genre se rencontrent au Viêt Nam et en Chine.

## Liste des espèces
Selon World Spider Catalog (version 25.0, 19/06/2024) :
- Vinathela abca (Ono, 1999)
- Vinathela cucphuongensis (Ono, 1999)
- Vinathela hongkong (Song & Wu, 1997)
- Vinathela hunanensis (Song & Haupt, 1984)
- Vinathela nahang Logunov & Vahtera, 2017
- Vinathela nenglianggu Li, Liu & Xu, 2019
- Vinathela tomokunii (Ono, 1997)
- Vinathela tonkinensis (Bristowe, 1933)

## Systématique et taxinomie
Ce genre a été décrit par Ono en 2000 dans les Liphistiidae. Il est placé en synonymie avec Heptathela par Haupt en 2003 puis relevé de synonymie par Xu, Liu, Chen, Ono, Li et Kuntner en 2015. Il est placé dans les Heptathelidae par Li en 2022 puis dans les Liphistiidae par Sivayyapram, Kunsete, Xu, Smith, Traiyasut, Deowanish, Li et Warrit en 2024.
Abcathela et Nanthela ont été placés en synonymie par Xu, Liu, Chen, Ono, Li et Kuntner en 2015.

## Publication originale
- Ono, 2000 : « Zoogeographic and taxonomic notes on spiders of the subfamily Heptathelinae (Araneae, Mesothelae, Liphistiidae). » Memoirs of the National Science Museum, vol. 33, p. 145-151.